# 天宁寺 (衢州)
衢州天宁寺为位于中国浙江省衢州市柯城区天宁巷9号的一座佛教禅寺，由卧云禅师创建于梁天监三年（504），原名吉祥寺，唐代改名开元寺，宋代改今名。现为衢州市区内仅存的两处佛寺之一（另一处为弥陀寺），也是衢州市佛教协会所在地。现建筑坐东朝西，中轴线上依次为山门（兼天王殿）、大雄宝殿和千佛阁，面阔均为五间，千佛阁北侧为法堂及佛教图书馆。除千佛阁建于清嘉庆年间外，其余均为近年新建。